# Роберт Брус
Роберт Брус (енгл. Robert the Bruce; Дворац Тарнбери, Еаршир, 11. јул 1274. — Имање Кадрос, 7. јун 1329.) био је краљ Шкотске (1306—1329). Предводио је Шкотску током Ратова за шкотску независност. Постао је један од највећих шкотских краљева и један од најпознатијих ратника.

## Детињство и младост
Био је дете Роберта Бруса, шестог господара Анандејла и грофице од Карика. Краљ Александар III Шкотски успешно је одолевао енглеским захтевима да призна вазалство Шкотске. Умро је 1286. након пада с коња. Није имао живе деце, па су шкотски племићи прогласили његову четворогодишњу унуку Маргарету краљицом Шкотске. Међутим, Маргарета је оболела и умрла је кад је имала осам година,(1290). на путу у Норвешку. Одмах су се појавили бројни претенденти на шкотски престо.
Шкотској је претио династички рат, па су племићи позвали енглеског краља Едварда I да арбитрира. Главни претенденти на престо су били Џон Бејлиол и Роберт Брус V (деда Роберта Бруса). Дошло је до великог суда, којим је арбитрирао енглески краљ. Коначно, новембра 1292. на великом феудалном суду пресуда је донесена у корист Џона Бејлиола, чији је захтев имао најјаче упориште у закону. Роберт Брус V био је незадовољан исходом пресуде. Анандејл предаје Роберту Брусу Шестом, а Роберт Брус после смрти мајке добија грофовију Карик на управљање. И отац и син, тј. Роберт Брус VI и Роберт Брус, настојећи да се домогну трона, потпомажу енглеског краља у поткопавању положаја Џона Бејлиола.

## Почетак рата за независност
Августа 1296. Роберт Брус се заклиње на лојалност енглеском краљу Едварду I. То је тада учинило и 2.000 шкотских племића. Међутим, млади Роберт Брус крши заклетву и 1297. се придружује шкотским побуњеницима против Енглеза. Брус са пријатељима поново полаже оружје 7. јула 1297. а тај чин је познат као „капитулација из Ирвина“. По том споразуму добијају амнестију у замену за заклетву о лојалности. Пошто су шкотски побуњеници под водством Вилијама Воласа победили Енглезе септембра 1297. у бици код Стерлинг Бриџа, Роберт Брус поново прилази побуњеницима.
Након велике енглеске победе код Фалкерка 1298. енглески краљ се још увек надао да може придобити Роберта Бруса, па му не одузима Анандејл и Карик. После пораза у бици код Фалкерка Вилијам Волас је пре септембра 1298. дао оставку на место команданта шкотске војске. Заједнички заповедници постају Роберт Брус и Џон Камин. Џон Камин је био рођак Џона Бејлиола и био је непријатељ Роберта Бруса. Да би се помириле две струје током 1299. Вилијам Ламбертон постаје трећи неутрални заповедник шкотске војске. Током 1300. Роберт Брус даје оставку и на месту команданта и замењује га Гилберт де Амфравил. Током 1301. три команданта дају оставку и замењује их само један командант, Џон де Сулис, који је био неутралан и чинио је све да врати Џона Бејлиола на престо.
Јула 1301. Едвард I покреће шести поход на Шкотску. Иако је заузео Ботвел и замак Тернбери, није значајније ослабио шкотске редове, па се у јануару 1302. склапа деветомесечни мир. Роберт Брус се у то време поново покорава Едварду I. Постојало је више разлога за тај поступак, а један од њих је био могући повратак Џона Бејлиола на престо.
Едвард I покреће нову инвазију 1303, долази до Единбурга, па до Перта. У Перту је остао до јула. Џон Камин, командант шкотских снага, није успео да заустави енглеску инвазију. Едвард I је редом покоравао Данди, Брикин, Монтроуз и Абердин, где стиже у августу. Одатле је кренуо ка Марију и Баденоху, па се вратио јужно. Покорио је целу Шкотску. Сви угледни Шкоти, сем Вилијама Воласа предали су се фебруара 1304. Услови предаје су били предмет преговора. По споразуму Шкотска задржава законе и слободе као у доба Александра III Шкотског, а промена закона треба се постићи договором Едварда I и шкотског племства.
Роберт Брус и Вилијам Ламбертон су 1304. склопили савез после шкотског пораза код Стерлинга. Било је то време када је Шкотска била поражена, а Едвард I је намеравао да је потпуно апсорбује у састав Енглеске. Поново је шкотско племство морало да се поклони енглеском краљу. Едвардов нећак је требало да успостави владу Шкотске, која ће бити само испостава енглеске владе. У то доба ухваћен је крај Глазгова задњи вођа отпора Вилијам Волас, који је погубљен 23. августа 1305.

## Екскомуникација и крунисање као краљ Шкотске
Краљ Едвард I је сумњао да Роберт Брус поново кује завере и да се спрема за отпор. Роберт Брус је поседовао Анандејл, грофовију Карик и велике поседе и у Шкотској и у Енглеској, а осим тога полагао је право на шкотски трон. Осим тога имао је и велику фамилију, коју је било нужно заштитити. Роберт Брус је стално веровао у своје право на трон. Многи унутар Шкотске престали су да му верују, јер је често мењао стране.
Џон Камин се много одлучније супротстављао Енглезима. Био је био најмоћнији племић Шкотске и повезан је био са моћним племством и Енглеске и Шкотске. Осим тога, и сам је почео полагати право на шкотски трон. Да би неутрализовао опасност, Роберт Брус га је позвао на састанак 10. фебруара 1306. Вече пред састанак напао је Камина и побегао, а двојица Брусових присталица су докрајчили Камина. Брус је био екскомунициран због тога убиства. После тога више није имао алтернативе него да потврди свој захтев за шкотски трон. Крунисан је у Скону близу Перта 25. марта 1306. као краљ Шкотске. Крунисала га је грофица од Бакана, чија породица је имала право да поставља краљеве на трон. Брус је био краљ без краљевства.

## Од Скона до Банокберна
Брус је током 1306. поражен, тако да је остао готово без присталица, па је побегао на острва на западној обали Шкотске. Едвард I је током 1307. кренуо у нови поход, током којега је запленио Брусова имања и поделио их својим присталицама. Брусова супруга, ћерка и сестра су биле затворене, а брат му је убијен. Едвард I је умро 7. јула 1307. и оставио је круну Едварду II, па отада се све окреће у Брусову корист.
Брус и његови следбеници вратили су се у Шкотску у фебруару 1308. у две групе. Једну је предводио Роберт Брус и његов брат Едвард. Они су се искрцали крај замка Тернбери и започели су герилски рат у југозападној Шкотској. Другу групу су предводила његова браћа Томас и Александар, али брзо су ухваћени и погубљени. Робер Брус побеђује Енглезе у бици код Глен Трула и у бици код Лудон Хила. Едвард Брус је остао у Галовеју, а Робер Брус се сели у област око Абердина, заузима Бакан и побеђује у бици код Инверурија маја 1308. У Аргајлу поново побеђује и заузима један замак.
Прво заседање слободног парламента одржало се у марту 1309, а до августа 1309. контролисао је Шкотску северно од реке Тај. Током 1310. шкотско свештенство је на општем сабору признало Роберта Бруса за краља. Тај догађај је био од великог политичког значаја.
Током три године падали су један по један енглески замак или утврда. Линлитгоу је пао 1310, Дамбартон 1311, а Перт је Роберт Брус заузео јануара 1312. Брус се већ одважио па је нападао и северне делове Енглеске. Шкоти су заузели единбуршки замак. Брус је заузео острво Мен и замак Стерлинг. Коначно Роберт Брус победом у бици код Банокберна 1314. осигурава шкотску независност. Не страхујући више од енглеских напада, Шкоти нападају северне делове Енглеске, односно Јоркшир и Ланкашир.

## Брус и Ирска
Охрабрен победом над Енглезима, Брус 1315. напада Ирску с циљем да и Ирску ослободи енглеске власти, а и да отвори други фронт у борби против Енглеске. Ирци су 1316. крунисали Едварда Бруса за краља Ирске. Роберт је касније са својом војском помагао брату. Брус је покушао да створи и ирско-шкотско краљевство.
Шкоти су имали почетних успеха, поготово у Алстеру. Међутим, нису успели да придобију ирске вође ван Алстера, а поготово на југу Ирске где Ирци нису видели разлику између енглеске или шкотске окупације.

## Признање
Папа Јован XXII је укинуо екскомуникацију Роберта Бруса. Енглески краљ Едвард III потписао је маја 1328. Единбуршко-Нортемптонски споразум по коме признаје Шкотску као независну државу, а Роберта Бруса као шкотског краља.
Робер Брус је умро 7. јуна 1329. Наследио га је син Давид II Шкотски.

## Породично стабло
|  |                                                           |  |  |  |  |  |  |  |  |  |  |  |  |  |  |  |
|  | 16. William de Brus                                       |  |  |  |  |  |  |  |  |  |  |  |  |  |  |  |
|  |                                                           |  |  |  |  |  |  |  |  |  |  |  |  |  |  |  |
|  |                                                           |  |  |  |  |  |  |  |  |  |  |  |  |  |  |  |
|  | 8. Robert de Brus                                         |  |  |  |  |  |  |  |  |  |  |  |  |  |  |  |
|  |                                                           |  |  |  |  |  |  |  |  |  |  |  |  |  |  |  |
|  |                                                           |  |  |  |  |  |  |  |  |  |  |  |  |  |  |  |
|  | 17. Christina                                             |  |  |  |  |  |  |  |  |  |  |  |  |  |  |  |
|  |                                                           |  |  |  |  |  |  |  |  |  |  |  |  |  |  |  |
|  |                                                           |  |  |  |  |  |  |  |  |  |  |  |  |  |  |  |
|  | 4. Роберт де Брус, 5. лорд од Анандејла                   |  |  |  |  |  |  |  |  |  |  |  |  |  |  |  |
|  |                                                           |  |  |  |  |  |  |  |  |  |  |  |  |  |  |  |
|  |                                                           |  |  |  |  |  |  |  |  |  |  |  |  |  |  |  |
|  | 18. David of Scotland, Earl of Huntingdon                 |  |  |  |  |  |  |  |  |  |  |  |  |  |  |  |
|  |                                                           |  |  |  |  |  |  |  |  |  |  |  |  |  |  |  |
|  |                                                           |  |  |  |  |  |  |  |  |  |  |  |  |  |  |  |
|  | 9. Isobel of Huntingdon                                   |  |  |  |  |  |  |  |  |  |  |  |  |  |  |  |
|  |                                                           |  |  |  |  |  |  |  |  |  |  |  |  |  |  |  |
|  |                                                           |  |  |  |  |  |  |  |  |  |  |  |  |  |  |  |
|  | 19. Maud of Chester                                       |  |  |  |  |  |  |  |  |  |  |  |  |  |  |  |
|  |                                                           |  |  |  |  |  |  |  |  |  |  |  |  |  |  |  |
|  |                                                           |  |  |  |  |  |  |  |  |  |  |  |  |  |  |  |
|  | 2. Роберт де Брус, 6. лорд од Анандејла                   |  |  |  |  |  |  |  |  |  |  |  |  |  |  |  |
|  |                                                           |  |  |  |  |  |  |  |  |  |  |  |  |  |  |  |
|  |                                                           |  |  |  |  |  |  |  |  |  |  |  |  |  |  |  |
|  | 20. Richard de Clare, 4th Earl of Hertford                |  |  |  |  |  |  |  |  |  |  |  |  |  |  |  |
|  |                                                           |  |  |  |  |  |  |  |  |  |  |  |  |  |  |  |
|  |                                                           |  |  |  |  |  |  |  |  |  |  |  |  |  |  |  |
|  | 10. Gilbert de Clare, 5th Earl of Hertford and Gloucester |  |  |  |  |  |  |  |  |  |  |  |  |  |  |  |
|  |                                                           |  |  |  |  |  |  |  |  |  |  |  |  |  |  |  |
|  |                                                           |  |  |  |  |  |  |  |  |  |  |  |  |  |  |  |
|  | 21. Amice Fitz Robert                                     |  |  |  |  |  |  |  |  |  |  |  |  |  |  |  |
|  |                                                           |  |  |  |  |  |  |  |  |  |  |  |  |  |  |  |
|  |                                                           |  |  |  |  |  |  |  |  |  |  |  |  |  |  |  |
|  | 5. Isabella of Gloucester and Hertford                    |  |  |  |  |  |  |  |  |  |  |  |  |  |  |  |
|  |                                                           |  |  |  |  |  |  |  |  |  |  |  |  |  |  |  |
|  |                                                           |  |  |  |  |  |  |  |  |  |  |  |  |  |  |  |
|  | 22. William Marshal, 1st Earl of Pembroke                 |  |  |  |  |  |  |  |  |  |  |  |  |  |  |  |
|  |                                                           |  |  |  |  |  |  |  |  |  |  |  |  |  |  |  |
|  |                                                           |  |  |  |  |  |  |  |  |  |  |  |  |  |  |  |
|  | 11. Isabel Marshal                                        |  |  |  |  |  |  |  |  |  |  |  |  |  |  |  |
|  |                                                           |  |  |  |  |  |  |  |  |  |  |  |  |  |  |  |
|  |                                                           |  |  |  |  |  |  |  |  |  |  |  |  |  |  |  |
|  | 23. Isabel de Clare                                       |  |  |  |  |  |  |  |  |  |  |  |  |  |  |  |
|  |                                                           |  |  |  |  |  |  |  |  |  |  |  |  |  |  |  |
|  |                                                           |  |  |  |  |  |  |  |  |  |  |  |  |  |  |  |
|  | 1. Роберт Брус                                            |  |  |  |  |  |  |  |  |  |  |  |  |  |  |  |
|  |                                                           |  |  |  |  |  |  |  |  |  |  |  |  |  |  |  |
|  |                                                           |  |  |  |  |  |  |  |  |  |  |  |  |  |  |  |
|  | 24. Donnchadh, Earl of Carrick                            |  |  |  |  |  |  |  |  |  |  |  |  |  |  |  |
|  |                                                           |  |  |  |  |  |  |  |  |  |  |  |  |  |  |  |
|  |                                                           |  |  |  |  |  |  |  |  |  |  |  |  |  |  |  |
|  | 12.12 Cailean (Nicol) mac Donnchaidh                      |  |  |  |  |  |  |  |  |  |  |  |  |  |  |  |
|  |                                                           |  |  |  |  |  |  |  |  |  |  |  |  |  |  |  |
|  |                                                           |  |  |  |  |  |  |  |  |  |  |  |  |  |  |  |
|  | 6. Níall of Carrick                                       |  |  |  |  |  |  |  |  |  |  |  |  |  |  |  |
|  |                                                           |  |  |  |  |  |  |  |  |  |  |  |  |  |  |  |
|  |                                                           |  |  |  |  |  |  |  |  |  |  |  |  |  |  |  |
|  | 3. Марџори, грофица од Карика                             |  |  |  |  |  |  |  |  |  |  |  |  |  |  |  |
|  |                                                           |  |  |  |  |  |  |  |  |  |  |  |  |  |  |  |
|  |                                                           |  |  |  |  |  |  |  |  |  |  |  |  |  |  |  |
|  | 28. Alan fitz Walter, 2nd High Steward of Scotland        |  |  |  |  |  |  |  |  |  |  |  |  |  |  |  |
|  |                                                           |  |  |  |  |  |  |  |  |  |  |  |  |  |  |  |
|  |                                                           |  |  |  |  |  |  |  |  |  |  |  |  |  |  |  |
|  | 14. Walter Steward of Dundonald                           |  |  |  |  |  |  |  |  |  |  |  |  |  |  |  |
|  |                                                           |  |  |  |  |  |  |  |  |  |  |  |  |  |  |  |
|  |                                                           |  |  |  |  |  |  |  |  |  |  |  |  |  |  |  |
|  | 29. Alesta, daughter of Morggán, Earl of Mar              |  |  |  |  |  |  |  |  |  |  |  |  |  |  |  |
|  |                                                           |  |  |  |  |  |  |  |  |  |  |  |  |  |  |  |
|  |                                                           |  |  |  |  |  |  |  |  |  |  |  |  |  |  |  |
|  | 7. Margaret Stewart                                       |  |  |  |  |  |  |  |  |  |  |  |  |  |  |  |
|  |                                                           |  |  |  |  |  |  |  |  |  |  |  |  |  |  |  |
|  |                                                           |  |  |  |  |  |  |  |  |  |  |  |  |  |  |  |
|  | 30. Gille Críst, Earl of Angus                            |  |  |  |  |  |  |  |  |  |  |  |  |  |  |  |
|  |                                                           |  |  |  |  |  |  |  |  |  |  |  |  |  |  |  |
|  |                                                           |  |  |  |  |  |  |  |  |  |  |  |  |  |  |  |
|  | 15. Bethóc of Angus                                       |  |  |  |  |  |  |  |  |  |  |  |  |  |  |  |
|  |                                                           |  |  |  |  |  |  |  |  |  |  |  |  |  |  |  |
|  |                                                           |  |  |  |  |  |  |  |  |  |  |  |  |  |  |  |
|  | 31. Marjorie of Huntingdon                                |  |  |  |  |  |  |  |  |  |  |  |  |  |  |  |
|  |                                                           |  |  |  |  |  |  |  |  |  |  |  |  |  |  |  |
|  |                                                           |  |  |  |  |  |  |  |  |  |  |  |  |  |  |  |